# Custódio Pinto
Custódio João Pinto (* 9. Februar 1942 in Montijo; † 21. Februar 2004 in Gondomar) war ein portugiesischer Fußballspieler.

## Karriere

### Verein
Pinto begann seine Profikarriere beim FC  Porto. Für diesen Klub bestritt er in zehn Jahren 243 Ligaspiele, in denen er 80 Tore erzielte. Als einzigen Titel in dieser Zeit gewann er mit dem Klub den portugiesischen Pokal 1968. 1971 verließ er Porto und schloss sich für vier Spielzeiten Vitória Guimarães an. 1975 wechselte er für drei Jahre zum FC Paços de Ferreira. Anschließend ließ er seine Karriere bei unterklassigen Vereinen ausklingen und beendete 1981 seine aktive Laufbahn.

### Nationalmannschaft
Am 29. April 1964 debütierte Pinto beim 3:2 in einem Freundschaftsspiel gegen die Schweiz in der portugiesischen Nationalmannschaft, als er in der 80. Spielminute für Eusébio eingewechselt wurde.
Anlässlich der Teilnahme an der Fußball-Weltmeisterschaft 1966 in England wurde Pinto von Trainer Otto Glória in den portugiesischen Kader berufen. Während des Turniers, das Portugal mit dem dritten Platz abschloss, wurde er jedoch nicht eingesetzt.
Zwischen 1964 und 1969 bestritt Pinto insgesamt 13 Länderspiele für Portugal, in denen er ein Tor erzielte.

## Erfolge
- Portugiesischer Pokal: 1968
- Fußball-Weltmeisterschaft 1966: Dritter Platz